# Cratere Hertz
Hertz è un cratere lunare intitolato al fisico Heinrich Rudolf Hertz. Si trova sulla faccia nascosta della Luna appena oltre il margine orientale e, a causa della librazione, è talvolta visibile anche dalla Terra.
Si trova ad ovest-sudovest del più grande cratere Fleming e a nord-nordest del più piccolo cratere Moiseev. I crateri Moiseev ed Hertz sono connessi dal cratere Moiseev Z, satellite del primo; i tre formano una catena di crateri.
Il cratere è caratterizzato da larghe pareti interne segnate nella parte settentrionale da un cratere a forma di pera. Il fondo non presenta particolari elementi di rilievo con l'eccezione di un piccolo rialzo in direzione sud-ovest rispetto al centro del cratere.